# Ахшарумов, Владимир Дмитриевич
Владимир Дмитриевич Ахшарумов (1824—1911) — русский поэт и общественный деятель.

## Краткая биография
Второй из пяти сыновей военного историка генерал-майора Д. И. Ахшарумова, брат писателя Н. Д. Ахшарумова и петрашевца Д. Д. Ахшарумова.
Воспитывался в Царскосельском лицее, который окончил в 1844 году (это был первый выпуск после переезда лицея из Царского села в Санкт-Петербург и его преобразования в Александровский лицей), в один год со своим однокурсником М. Салтыковым, который сидел с ним в классе на одной скамье.
После окончания лицея В. Ахшарумов поступил на службу в азиатский департамент министерства иностранных дел, где в эти годы служили, его брат Дмитрий, а также будущие петрашевцы Николай Кашкин и Ипполит Дебу.
В 1851 г. В. Ахшарумов побывал на Кавказе, где навестил ссыльного брата Дмитрия.
Служил в военном министерстве. С 1866 по 1895 годы — управляющий полтавской контрольной палатой.

## Творчество
Начало поэтической деятельности Вл. Ахшарумова относится к 1859 г., когда он подал редактору Я. П. Полонскому для публикации в журнале «Русское слово» одно из своих первых произведений. Там же состоялась его встреча с Л. Н. Толстым, одобрившим, вместе с Полонским, принесенную Ахшарумовым
вещь. В том же году Вл. Ахшарумов впервые выступил в печати с несколькими оригинальными и переводными стихотворениями в сборнике «Весна», издателем которого был его старший брат, Николай Ахшарумов.
Печатал стихотворения в «Библиотеке для чтения», «Современнике», «Русском Слове»,  «Искре» и других изданиях 1850-1860-х годов.
Рецензия на его произведения в журнале «Русское богатство» писал, что дебютировал В. Ахшарумов 

«…очень счастливо, сразу же обратив на себя общее внимание. А затем… Затем имя Владимира Ахшарумова бесследно и навсегда исчезло со страниц журналов»— Русское богатство, 1909, кн. 2,стр.179-181
.
После долгого перерыва стал вновь печатать стихи во «Всемирной Иллюстрации», «Севере», «Живописном обозрении стран света».
Отдельно вышел в Полтаве в 1908 году его поэтический сборник «Стихотворения». Наиболее известное стихотворение В. Д. Ахшарумова — «Старуха», помещенное в «Весна. Литературный сборник на 1859 г.». Рецензия «Русского богатства» на сборник «Стихотворения» 1908 г., куда вошло указанное стихотворение писала

«При оценке стихотворения „Старуха“, в котором разработан мотив крепостного бесправия и нравов господствующего сословия, следует… помнить, что в конце 50-х годов, когда стихотворение появилось в печати, мотив этот не был еще вполне „легализован“ и например, „Размышления у парадного подъезда“ Некрасова не могли еще быть напечатаны.»
Биографические данные о В. Д. Ахшарумове ограничиваются некрологом в «Полтавских ведомостях» (1911, No 904).